# طب أسنان الشيوخ

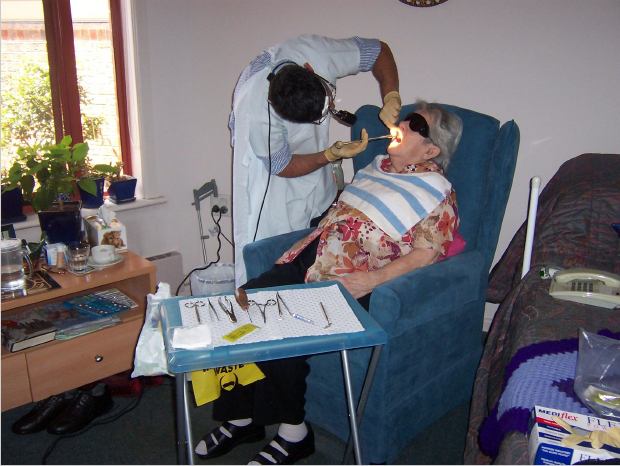

طب أسنان الشيوخ هو تقديم خدمات الرعاية السنية للبالغين الأكبر سناً وذلك يتضمن التشخيص، الوقاية، وعلاج المشاكل المتعلقة بالشيخوخة والأمراض المتعلقة بتقدم العمر كجزء من فريق متخصص مع محترفي الرعاية الصحية الأخرى

## نظرة عامة
شوهِد في القرن الماضي عدداً من التغيرات الإحصائية الملفتة للنظر المتعلقة بالصحة، الأمراض، طول العمر، ومعدل وفيات السكان حول العالم. في الوقت الحالي ثلث عدد السكان المسنين يعيشون في الدول النامية، وواحد من اثني عشر شخصاً في هذه الدول النامية يتجاوز الخامس والستين.
شهد القرن العشرون شيخوخة السكان الملحوظة فيما يتعلق بعمر الإنسان عالمياً، ومن المقرّر في القرن الحادي والعشرين السعي قدماً نحو تحقيق مكاسب في زيادة العمر عالمياً، سواء في البلدان متقدمة النمو والبلدان النامية. هذا الارتفاع في متوسط العمر منسوب في المقام الأول إلى الانخفاض الكبير في معدل الوفيات خلال مراحل الحياة المختلفة والتي حدثت بتطوّر مرافق الرعاية الصحية، الإصحاح، إصلاحات بيئية وصحية عامة مقرونة بالنظافة والأوضاع المعيشية الأفضل. وكنتيجة لزيادة متوسط العمر، فإن نسبة كبار السن من مجموع السكان يُتوقع أن يكون نحو 25% في و32% في الدول المتطورة بحلول عام 2050.
وبأخذ هذا الارتفاع في متوسط العمر بعين الاعتبار، فإن عمر التقاعد في الكثير من القطاعات في الهند يزداد، حتى أنه في بعض هذه القطاعات قد يصل إلى 70 عاماً. في بعض الولايات، لم يرتفع عمر التقاعد وذلك بسبب المخاوف بشأن اقتطاع الوظائف بالمحصلة لجيل الشباب. ووفقا لتصنيف الحكومة الهندية، فإن كبار السن هم من في عمر 60 عاما أو أكثر؛ وهؤلاء المواطنون يصبحون مؤهلين لنيل الإعفاءات والامتيازات المختلفة الممنوحة من الحكومة والوكالات الأخرى. في الدول النامية، كبار السن هم من فوق الخامس والستين عاماً.
يُعتبر الفم هو المرآة الصحية العامة، وتعزيزاً لذلك فإن الصحة الفموية هو الجزء المتمم للصحة العامة. تعتبر الصحة الفموية السيئة في مجتمع كبار السن عامل خطر للمشاكل الصحية العامة. ومن ناحية أخرى، فإنّ المسنونين كبار السن هم الأكثر تعرضا للظروف والأمراض الفموية ويعود ذلك إلى الزيادة في الظروف المزمنة والإعاقات الجسدية والعقلية. وهكذا فإن كبار السن يشكّلون مجموعة بارزة فيما يتعلق بالرعاية الاحتياطية المسبقة.
من الأمراض السنية التي يتعرض لها كبار السن بشكل بارز هي تسوسات الجذر، التآكل، مرض دواعم السن، فقدان الأسنان وذلك بسبب الإهمال المبكر، انعدام الأسنان، الجودة السيئة للحوافة السنخية، سوء ملائمة أطقم الاسنان، تمزقّات الأغشية المخاطية، تقرّح الفم، جفاف الفم، السرطانات الفموية، والتسوسات المتفشية. الكثير من هذه هي عقابيل الإهمال في السنين المبكرة من الحياة، ومثال ذلك: استهلاك الأغذية المسوّسة، فقدان الوعي فيما يخص الجوانب الوقائية، والعادات كالتدخين أو/و التبغ، القلي، مضغ جوزة التنبول. كل هذه المشاكل يمكن أن تزداد بجسامة بسبب الهبوط في مستوى المناعة مع تقدم العمر وبسبب التعايش مع المشاكل الصحية. وكنتيجة للصحة الجهازية الفقيرة، لا يعطي المرضى كبار السن الاهتمام الكافي للصحة الفموية. إضافة لذلك، الادوية مثل خافض ضغط الدم، مضاد الذّهان، مضاد القلق، الخ، تؤدي إلى جفاف الفم، وفقدان تأثير الحماية للعاب في التجويف الفموي يزيد من التعرض لأمراض الفم.
تعتبر القيود الماليّة ونقص الدعم الأسري أو وسائل النقل المؤثرة في الوصول إلى الخدمات المتعلقة بالأسنانفي الحياة اللاحقة. يمتلك التجويف الفموي غير المعالَج تأثيراته المؤذية على الراحة، الجمال، الكلام، عملية المضغ، وتبعا لذلك على كيفية الحياة في العمر الكبير.

## التقدم العمري للنسج الفموية
- العظم – يصبح لونه داكناً، يتصبغ، يتآكل، يضعف في مناطق الضغط
- نسج ما حول الفم – تتصلب
- المفصل الصدغي الفكي – يضعف الانقباض العضلي
- النسج المخاطية –تجف، و تصبح أكثر لمعاناً و أكثر هشاشةً
- الأربطة السنية الداعمة – تنحسر، تصبح أكثر احمراراً و تلتف حول العظم السنخي
- اللسان – يزداد عدد دوالي الأوعية اللسانية
- الغدد اللعابية – ينقص إنتاج اللعاب و خاصة بتأثير بعض الأدوية.[1]

## المعالجة السنية (تسوس الجذور لدى المسنين)
مدى تأثير التسوسات الجذرية لدى المسنين قد يصل تقريباً إلى 1,6 من أسطح الجذور لكل سطح جذري معرض للخطر. طبيعة التسوسات الجذرية لدى الرجال تبدو أكثر جدة و يظهر تأثيرها أكثر على منطقة الأرحاء.
عدة عوامل رئيسية ترتبط بالإصابة بتسوس في الجذر من ضمنها نقص دفق اللعاب، ضعف الكفاءة اليدوية و الإصابات الجهازية التي تتطلب تناول أدوية تسبب نقص في إفراز اللعاب. بالإضافة لعوامل أكثر خطورة مثل تآكل الحافة المينائية الملاطية، التحضير العيادي لجسر ثابت، جهاز سني متحرك و الحميات الغذائية المخففة التي تتضمن تناول سكر مصفى و كربوهيدرات لزجة وقابلة للتخمر.
الوقاية من تسوسات الجذور وعلاجها يتضمن تطبيق موضعي للفلورايد و استشارة غذائية على تخطيط الحمية، منع تشكل اللويحات السنية و الوقاية من تراجع خط اللثة.
المعالجة السنية المحافظة لكبار السن يجب أن تأخذ بالحسبان الاعتبارات السنية والوظيفية و الطبية من أجل ضمان درجة عناية مساوية لأولئك الأصغر سناً بالإضافة للأخذ بعين الاعتبار التغيرات البنيوية الحاصلة على السن و أيضاً الحالة الصحية عند تحضير معالجة تحفظية للمريض المسن.

## زراعة الأسنان وظيفة رئيسية في طب أسنان الشيوخ
أصبحت الزراعة السنية تدبيراً استراتيجيا لتعويض الأسنان المفقودة و كجزء أسنان من الخطة العلاجية للمرضى كبار السن فعلى أطباء الأسنان بشكل عام أخذ هذا النوع من المعالجة بعين الاعتبار خلال فترة تدريبهم.
كبار السن غالباً يلجؤون لتعويض الأسنان المفقودة و لكنهم يواجهون تعقيدات طبية و اجتماعية و اقتصادية و التي لابد من أن تكون معتبرة خلال التحضير للخطة العلاجية.
أطباء الأسنان عليهم أن يعطوا انتباهاً كاملاً في تقييم قدرة المريض و المعايير التشخيصية و الخوات التشخيصية لمساعدة المريض و عائلته في فهم خطورة و مدى التحدي في كل نمط من أنماط المداواة التعويضية للسن. و أهمية طرح المقارنة بين الزراعة و الاستعاضات الثابتة و المتحركة.
و بالنسبة لعدد كبير من أطباء الأسنان ، الزراعة السنية أصبحت خياراً أكثر شيوعاً لتعويض فقدان السن و مع زيادة نسبة السكان المسنين حول العالم ، طبيب الأسنان سيواجه العديد من الحالات المرضية المصحوبة لتعقيدات طبية و اجتماعية التي يرغب أصحابها بعلاج تعويضي للسن لذلك لابدّ من زيادة الاهتمام بهذا الفرع من طب الأسنان أثناء فترة تدريب الأطباء.